# Герб Іллінецького району
Герб Ілліне́цького райо́ну — один з офіційних символів Іллінецького району Вінницької області.
Автори — А. Орел, О. Рудник та С. Дудюк.

## Опис
Герб являє собою геральдичний щит у формі прямокутника з півколом в основі. Поле щита червоне.
Посередині червоного поля розташований чорний стовп з золотим трипільським орнаментом та обрамлений золотою облямівкою. В лівій червоній частині знаходиться золотий пернач, в правій — золота шабля.
Щит оздоблено золотим декоративним картушем та увінчано золотою територіальною короною.